# Császár Mihály
Császár Mihály (Pápa, 1879. január 18. – Budapest, 1926. szeptember 5.) műfordító, zeneszerző, művelődéstörténész, tanár.

## Élete
A középiskola első négy osztályát a Pápai Bencés Gimnáziumban járta. A budapesti egyetemen szerzett tanári oklevelet, majd doktorált. A főváros, illetve Rozsnyó és Rózsahegy után Pozsonyban lett középiskolai tanár.
Főleg a 15. század irodalomtörténetével foglalkozott. Lefordította Kézai Simon és Galeotto Marzio műveit. Zeneszerzőként több misét, egyházi éneket és kísérőzenét szerzett, Pozsonyban pedig több operettjét sikerrel játszották.
1911-től a Magyar Történelmi Társulat rendes tagjává ajánlották.
Domanovszky Sándorhoz írt levele a történész hagyatékában található.

## Művei
- 1901 Galeotto Marzio könyve Mátyás király találó, bölcs és tréfás mondásairól és cselekedeteiről. Budapest
- 1901 Kézai Simon magyar krónikája. Budapest
- 1902 A magyar művelődés a XV. században
- 1907 Rákóczi Rozsnyón. Rozsnyói katholikus főgymn. Értesítője 1905/1906
- 1914 Az Academia Istropolitana, Mátyás király pozsonyi egyeteme. Pozsony
- 1917 A török közoktatásügy Magyarország hódolt területén, 1543–1686. Magyar paedagogia 26, 249–262.
- 1918 Régi magyar molnár-kiváltságok. Molnárok Lapja 1918. november 15.
- A magyar művelődés története (kéziratban maradt)